# Pontevés
Pontevès (en francès Pontevès) és un municipi francès situat al departament del Var i a la regió de Provença – Alps – Costa Blava.

## Demografia
| 1962                                       | 1968 | 1975 | 1982 | 1990 | 1999 | 2007 |
| ------------------------------------------ | ---- | ---- | ---- | ---- | ---- | ---- |
| 341                                        | 345  | 319  | 417  | 450  | 573  | 669  |
| Des de 1962: població sense dobles comptes |      |      |      |      |      |      |

## Administració
| Període   | Identitat               | Partit |
| --------- | ----------------------- | ------ |
| 1983-1997 | Guillaume de Jerphanion |        |
| 1997-     | Jean-Marc Etienne       |        |